# باباي: إجيوارو ماجو سيهاغ نو ماكي
باباي: إجيوارو ماجوسيهاغ نو ماكي (باليابانية: ポパイいじわる魔女シーハッグの巻) ، هي لعبة فيديو إلكترونية من نوع أكشن ومغامرات ، أنتجها شركة تكنوس جابان اليابانية سنة 1994م وتعمل حصراً لنظام سوبر نينتندو إنترتينمنت سيستم ، وتوزع داخل الأراضي اليابانية كونها تدعم حصرياً اللغة اليابانية.

## وصلات خارجية
- Popeye: Ijiwaru Majo Seahag no Maki at SNES Music
- باباي: إجيوارو ماجو سيهاغ نو ماكي على موقع غيم فاكس